# Anna Sorokin
Anna Sorokin (auch bekannt als Anna Delvey; * 23. Januar 1991 als Anna Wadimowna Sorokina, russisch Анна Вадимовна Сорокина, in Domodedowo, Sowjetunion) ist eine russisch-deutsche Hochstaplerin, die sich als Erbin ausgab und am Leben der wohlhabenden Gesellschaft New Yorks teilnahm. Sie gab vor, dieser High Society anzugehören, und täuschte damit vier Jahre lang Hotels, Geschäftsleute, Banken sowie vermeintliche Freunde. Diese betrog sie um insgesamt 275.000 US-Dollar. 2017 wurde Sorokin wegen Betrugs verhaftet und 2019 zu einer Haftstrafe von mindestens vier Jahren verurteilt. Nach ihrer Entlassung 2021 saß Sorokin zunächst in Abschiebehaft, da ihr Visum abgelaufen war, aus der sie im Oktober 2022 entlassen wurde. Seither steht sie in New York unter Hausarrest.

## Leben
Anna Sorokin wurde 1991 in der Nähe von Moskau geboren. Ihr Vater arbeitete zunächst als Lkw-Fahrer und war später als leitender Angestellter und Unternehmer tätig. 2007, als Anna 16 Jahre alt war, zog sie mit ihrer Familie nach Deutschland und besuchte dort die Bischöfliche Liebfrauenschule in Eschweiler. Ehemalige Klassenkameradinnen schildern sie als ruhiges und intelligentes Mädchen mit großem Interesse an teurer Markenkleidung.
Nach dem 2012 bestandenen Abitur zog Sorokin nach London, angeblich um an der Kunstschule Central Saint Martins, an der sie angenommen worden war, zu studieren. Dieses Studium trat sie jedoch nicht an und kehrte stattdessen nach Deutschland zurück. Sie arbeitete zunächst bei einer PR-Agentur. Später ging sie nach Paris, um als Praktikantin für das französische Mode-, Kunst- und Kulturmagazin Purple zu arbeiten. Ab 2013 gab sich Sorokin unter dem Falschnamen Anna Delvey wahlweise als deutsche Tochter eines millionenschweren Kunstmäzens oder Tochter eines Diplomaten aus. Ihre Eltern gaben später zu Protokoll, diesen Namen nicht zu kennen.

## Übersiedlung nach New York
Im Sommer 2013 reiste sie nach New York, um bei der New York Fashion Week anwesend zu sein. Da sie es einfacher fand, dort Bekanntschaften aufzubauen als in Paris, entschied sie sich zu bleiben und wechselte für kurze Zeit in das New Yorker Büro von Purple. Die dort geknüpften Kontakte halfen ihr, Zutritt zu den Mode-, Kunst- und Start-up-Kreisen zu bekommen. Einige Zeit nach ihrer Kündigung bei Purple erfand sie die Stiftung Anna Delvey Foundation (ADF) – als privaten Mitgliederclub und Kunststiftung – und schlug verschiedenen wohlhabenden Mitgliedern der New Yorker High Society vor, das Church Missions House an der Park Avenue als Mehrzweckveranstaltungsort und Kunststudio anzumieten. Die Immobilie gehört dem in Deutschland aufgewachsenen Immobilientycoon und Kunstsammler Aby Rosen, dem sie ihren Vorschlag ebenso unterbreitete wie dem britisch-US-amerikanischen Entrepreneur und Autor Roo Rogers.
2015 lernte sie den chinesischen Kunstsammler Michael Xufu Huang kennen. Er war zu dieser Zeit an der University of Pennsylvania eingeschrieben und plante, ein privates Kunstmuseum zu eröffnen. Als sie erfuhr, dass Huang an der Biennale di Venezia teilnehmen würde, fragte sie ihn, ob sie ihn begleiten könne. Er stimmte zu und organisierte die Reise in der Annahme, die Mehrkosten erstattet zu bekommen. Als dies nicht geschah, ging Huang zunächst von einem Versehen aus. Nachdem er jedoch im Januar 2016 an Sorokins Geburtstagsfeier im Sadelle’s, einem der begehrtesten Restaurants in New York, teilgenommen hatte, kontaktierte ihn das Restaurant, um zu fragen, ob er ihre Kontaktdaten habe. Sie hatte die Veranstaltung mit einer ungültigen Kreditkartennummer und falschen Kontaktdaten gebucht. Zu dieser Zeit ahnte Huang, dass sie eine Betrügerin sein könnte, und drängte sie zur Begleichung seiner Forderung. Dies geschah am Ende tatsächlich, das Geld kam jedoch von einem Venmo-Konto mit unbekanntem Namen. Nachdem es Sorokin nicht gelungen war, potenzielle Investoren von ihrer Stiftungsidee zu überzeugen, beschloss sie, das benötigte Geld über Darlehen zu akquirieren. Sie erstellte gefälschte Briefe und Beglaubigungen, die vorgaben, dass sie über einen 60-Millionen-Euro-Trust-Fund bei der UBS verfüge, und reichte diese Dokumente im November 2016 als Teil eines Kreditantrags über 22 Millionen US-Dollar bei der City National Bank ein. Die Bank weigerte sich jedoch, ihr den vollen Kredit zu gewähren, da sie keine Kontoauszüge vorlegte, die die Schweizer Vermögenswerte belegten.
Sorokin beantragte daraufhin einen Kredit über 28 Millionen US-Dollar bei einem anderen Unternehmen, der Fortress Investment Group. Fortress erklärte sich bereit, den Antrag zu prüfen, allerdings nur bei Zahlung von 100.000 US-Dollar zur Deckung der dabei anfallenden Anwaltshonorare und sonstigen Kosten. Durch Verbindung zum ehemaligen Bundesstaatsanwalt Joel M. Cohen konnte sie Kontakt zu einem Immobilienanwalt von Gibson, Dunn & Crutcher herstellen, der auf ihre Hochstapelei hereinfiel und ihre Kontakte zu renommierten Architekten und Künstlern aussagekräftig genug fand, um die City National Bank davon zu überzeugen, ihr 100.000 Dollar vorzustrecken. Eine Geschäftsführerin von Fortress wurde aufgrund von widersprüchlichen Angaben (der angeblich deutschen Abstammung, die in Widerspruch zum Geburtsort in Russland stand) misstrauisch und veranlasste eine Überprüfung des Vermögens in der Schweiz durch einen UBS-Bankier. Sorokin zog daraufhin den Kreditantrag zurück, um diese Prüfung zu verhindern. Die 55.000 Dollar des Vorschusses, die Fortress im Rahmen der Due-Diligence-Prüfung nicht ausgegeben hatte, erhielt sie zurück. Sie verwendete dieses Geld für Hotelaufenthalte und Shopping.
Im Februar 2017 checkte sie im 11 Howard Hotel in SoHo ein und wurde dem Personal schnell als überaus spendable Trinkgeldgeberin bekannt. Nachdem das Hotelmanagement erkannt hatte, dass für den neuen Gast keine Kreditkarte hinterlegt worden war, bestand es darauf, dass sie die 30.000-Dollar-Rechnung beglich. Sie versuchte daraufhin, das Personal mit Geschenken zu beeinflussen. Im April 2017 stellte sie Schecks im Wert von 160.000 US-Dollar auf sich selbst aus, zahlte diesen Betrag auf verschiedene Konten ein und konnte davon 70.000 Dollar abheben, bevor bemerkt wurde, dass die Schecks nicht gedeckt waren. Sie überwies einen Teil davon an das 11 Howard Hotel, um die ausstehende Rechnung zu bezahlen. Da sie sich jedoch immer noch weigerte, eine Kreditkarte vorzulegen, musste sie das Hotel trotzdem verlassen.
Im folgenden Monat überzeugte sie den Charterflugbuchungsdienst Blade, für sie einen Hin- und Rückflug nach Omaha zum Besuch einer Konferenz von Warren Buffett zu buchen, ohne die Kosten in Höhe von 35.390 Dollar im Voraus zu bezahlen. Blade erhielt einen gefälschten Überweisungsbestätigungsschein. Da der Firmenchef Robert S. Wiesenthal sie von einer Partybegegnung kannte, hatte das Management keinen Zweifel an ihrer Kreditwürdigkeit. Nach wiederholtem Zahlungsverzug erstattete Wiesenthal im August 2017 schließlich Anzeige gegen Sorokin.
Sorokin überlegte, einen Imagefilm über sich und ihre Stiftungsidee in Marrakesch zu drehen, um doch noch Investoren zu finden. Dazu lud sie eine Freundin und zwei Bekannte, die sich mit Fotografie auskannten, zu einem Luxusaufenthalt für 7.500 Dollar pro Tag ein, mit dem Versprechen, alle Kosten zu übernehmen. Ihre Freundin, die durch ihre Arbeit bei Vanity Fair oftmals hohe Rechnungsbeträge für Fotoshootings beglich, ging ohne böse Vorahnung in Vorleistung. Insgesamt beliefen sich die Kosten des Aufenthalts in Marrakesch im Mai 2017 auf 62.000 Dollar. Sorokin erklärte, sie habe ihrer Bank nicht Bescheid gegeben, dass sie verreise, daher würden vor Ort in Marrakesch die Kreditkarten abgelehnt werden.

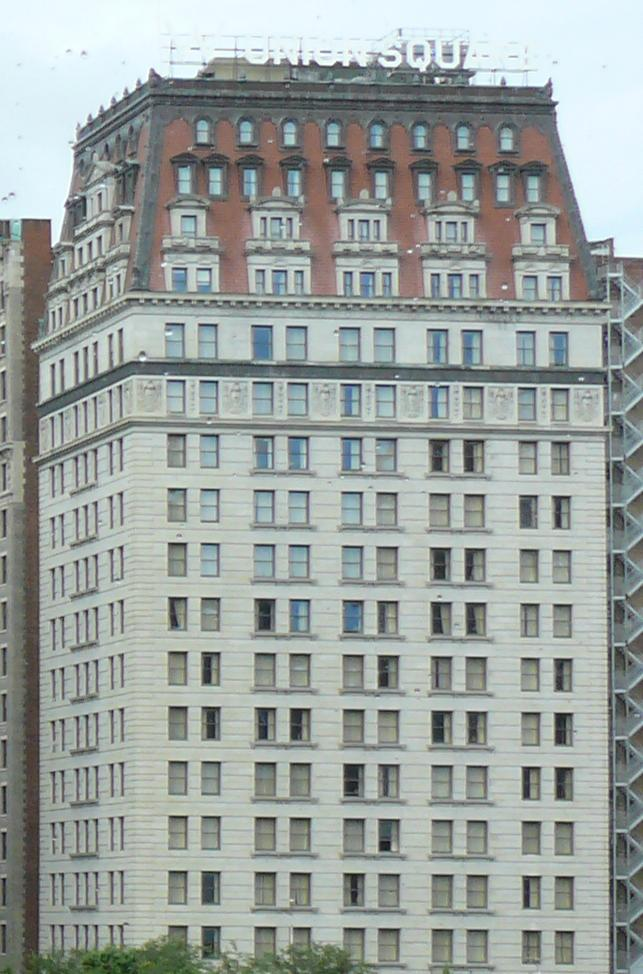
Das Hotel W New York Union Square, das Anzeige gegen Sorokin bzw. Delvey wegen Betrugs erstattete.

Zurück in New York, buchte sich Sorokin im The Beekman ohne Kreditkarte ein. Nach drei Wochen und einer Rechnung von etwa 11.500 Dollar musste sie das Hotel verlassen. Daraufhin begab sie sich ins W New York Union Square, wo sie dieses Vorgehen wiederholte, diesmal jedoch bereits nach wenigen Tagen des Hauses verwiesen wurde. Beide Hotels erstatteten Anzeige, die New Yorker Staatsanwaltschaft ermittelte zu diesem Zeitpunkt schon wegen Betrugs gegen sie. Als sie ihre Freundin auch noch drei Monate nach dem Ende des Marokko-Urlaubs vertröstete und die offenen Schulden nicht beglich, nahm auch diese Kontakt zur Polizei auf. Sorokin, die sich zu dieser Zeit in Kalifornien in der Luxus-Entzugsklinik Passages Malibu befand, willigte ein, sich mit der Freundin außerhalb der Klinik zu treffen und wurde dort Anfang Oktober 2017 verhaftet.

## Haftstrafe
Sie kam in Untersuchungshaft auf Rikers Island. Im Dezember 2018 schlug sie einen Vorschlag der Staatsanwaltschaft aus, die ihr bei Schuldeingeständnis eine Freiheitsstrafe von drei statt neun Jahren anbot. Für ihre Auftritte beim Prozess, der 22 Verhandlungstage dauerte, engagierte sie die bekannte Stylistin Anastasia Walker.
Sorokins Verhalten und Vorgehen führten zu einer weltweiten Berichterstattung, Beachtung fand insbesondere ihre teure Garderobe bei den Gerichtsverhandlungen. Am 26. April 2019 sprachen die Geschworenen sie in vier Fällen des z. T. schweren Diebstahls für schuldig, ebenso wie in weiteren vier Fällen des Erschleichens von Dienstleistungen. Ihr Anwalt verteidigte sie mit dem Argument, sie habe von einem System profitiert, das Menschen mit Geld bevorzuge. Am 9. Mai 2019 verkündete das Gericht ein Strafmaß von vier bis zwölf Jahren Haft. Sie wurde außerdem mit einer Geldstrafe von 24.000 US-Dollar belegt und zur Rückerstattung von etwa 200.000 US-Dollar verurteilt.
Während sie im Gefängnis saß, schloss sie einen Vertrag mit Netflix über die Verfilmung ihrer Hochstapelei ab. Dafür erhielt sie 320.000 Dollar, die sie zur Bezahlung von Anwaltskosten, Strafkosten und Rückerstattungen an Gläubiger verwendete. Der Generalstaatsanwalt von New York verklagte sie daraufhin mit Verweis auf das „Son of Sam“-Gesetz, das es Verurteilten verbietet, mittels Publicity von begangenen Verbrechen zu profitieren.
Infolge der Klage wurde der von Netflix bereits gezahlte Vorschuss in Höhe von 140.000 US-Dollar durch ein Amt für Opferhilfe (OVS) eingefroren, sodass zwei von ihr betrogene Banken Anträge auf das Geld stellten. Die City National Bank forderte 100.000 Dollar und die Citibank die anderen 40.000 Dollar. Netflix erklärte sich bereit, zukünftige Zahlungen auf ein Treuhandkonto zu überweisen, das von Sorokins Anwalt Todd Spodek verwaltet und von der OVS überwacht wurde. Eine andere Anwältin Sorokins erklärte später, dass von den Einnahmen aus der Rechtevergabe an Netflix kein Geld mehr übrig geblieben sei. Am 11. Februar 2021 wurde Sorokin nach 20 Monaten Haft wegen „guter Führung“ auf Bewährung entlassen, unter Anrechnung ihrer fast zweijährigen Untersuchungshaft.

## Nach der Strafverbüßung
Nach der Entlassung checkte sie in ein Fünf-Sterne-Hotel ein, reaktivierte ihr enttarntes Hochstapler-Profil in mehreren Sozialen Netzwerken und gab an, wieder „zurück“ zu sein. Anfang April 2021 wurde bekannt, dass Sorokin erneut festgenommen worden war, nachdem sie sich am 26. März bei der US-Einwanderungsbehörde gemeldet hatte. Um nicht vorzeitig nach Deutschland abgeschoben zu werden und Zeit zu gewinnen, beantragte sie in den USA Asyl. Mitte Februar 2022 befand sie sich weiterhin in Haft. Mitte März 2022 wurde bekannt, dass sie nun doch nach Deutschland abgeschoben werden und dort auf freien Fuß kommen soll, da in Deutschland gegen sie nichts vorliegt. Mit der Begründung der Wahrnehmung eines Gerichtstermins am 19. April sowie der Aussicht auf Tantiemen soll sie die Abschiebung jedoch vereitelt haben. Nach einer COVID-19-Erkrankung verklagte Anna Sorokin im Jahr 2022 aus dem Gefängnis heraus die US-Einwanderungsbehörde, weil Beamte ihre Anträge auf eine Booster-Impfung abgelehnt hätten. Mitte März 2022 wurde ein kurzfristig anberaumter Abschiebeflug nach Deutschland kurz vor der Ausführung durch ihre Anwälte verhindert. Am 5. Oktober 2022 wurde Sorokin gegen eine Kaution von 10.000 Dollar aus dem Gefängnis entlassen, muss aber seitdem ununterbrochen im Hausarrest bleiben, der elektronisch überwacht wird. Sie hat keinen Zugang zu sozialen Medien.
Im Juni 2023 reichte eine ehemalige Anwältin von Sorokin (die ihre Anwaltszulassung verloren hatte, nachdem sie einen ihrer Mandanten bestohlen haben soll) Klage gegen Sorokin ein. Sorokin schulde ihr mehr als 152.000 Dollar und habe unwahre Behauptungen erhoben, um die Rechnung nicht bezahlen zu müssen.
Im Jahr 2024 nahm Sorokin mit einer elektronischen Fußfessel ausgestattet und unter dem Namen Anna Delvey an dem Tanzwettbewerb Dancing with the Stars teil. Um daran teilzunehmen, hatte sie eine Genehmigung von der Polizeibehörde ICE erhalten, da sie eigentlich unter Hausarrest steht.
Im August 2025 gab es Aufsehen in sozialen Medien, nachdem Sorokin nach einem Fotoshooting mit Kaninchen, beschuldigt wurde die Tiere danach im Prospect Park in Brooklyn ausgesetzt zu haben. Später bekannte ein Mann, der angab ein Assistent beim Fotoshooting gewesen zu sein, dass er die Kaninchen ausgesetzt hatte und sowohl Sorokin als auch den Rest des Teams belogen zu haben.

## Rezeption
Sorokin gab in einem Zeitschrifteninterview zu, dass sie Fehler gemacht habe, erklärte jedoch: „Das mindert aber nicht die hundert Dinge, die ich richtig gemacht habe.“
Die Redakteurin Rachel Williams, die 62.000 Dollar an Sorokin verloren hatte, schrieb über sie das Buch My Friend Anna: The True Story of the Fake Heiress Who Conned Me and Half of New York City, das im Juli 2019 veröffentlicht wurde und seit September 2019 in einer deutschen Übersetzung vorliegt. Im Juli 2018 berichtete die New York Post, dass Sorokin vermutlich vier Monate lang in einem Loft in SoHo gewohnt hatte, das dem verurteilten Veranstalter des Fyre Festivals Billy McFarland gehörte, nachdem sie darum gebeten hatte, nur für ein paar Tage bleiben zu können. Die New-York-Times-Journalistin Ginia Bellafante verfasste einen Artikel über die Hochstapelei Sorokins und stellte die These auf, dass Sorokins Verfolgung und Verurteilung ein Beispiel dafür sei, dass Frauen härter für Wirtschaftsverbrechen bestraft würden als Männer. Die BBC-Journalistin Vicky Baker und die Dramatikerin und Drehbuchautorin Chloë Moss erzählten Sorokins Geschichte in dem Podcast Fake Heiress („Falsche Erbin“) nach. Das sechsteilige Dokudrama schildert ihren Aufstieg und Fall anhand von Gerichtsunterlagen, Medienberichten und Interviews mit Betroffenen. Im Guardian wird Sorokin als Teil von Gesellschaftskreisen beschrieben, die ihren Alltag für eigene Auftritte in den sozialen Medien optimieren – und schlussfolgert: „Von der Fake-Erbin bis Donald Trump: Wir leben in einer Ära des Schwindels.“ Im Februar 2022 wurde mit Inventing Anna eine Verfilmung von Sorokins Hochstapelei im Format einer Miniserie durch Netflix veröffentlicht.
Im Jahr 2022 arbeitet Sorokin an einem Buch über ihre Zeit im Gefängnis und an einem Podcast. Ende Mai 2022 nahm Sorokin zusammen mit den Schwestern Paris Hilton und Nicky Hilton an einer Folge des Podcast „This is Paris“ teil. Außerdem unterzeichnete Sorokin einen Vertrag mit Bunim/Murray Productions, um in einer Reality-Fernsehserie über ihr Leben nach dem Gefängnis mitzuspielen. Ende Januar 2023, nach ihrer Haftentlassung wurde bekannt, dass sie sich in „Delvey’s Dinner Club“ mit Prominenten über ihre Lebensgeschichten unterhalten will. Die Realityshow sollte in Sorokins Mietwohnung in Manhattan gedreht werden, denn die 32-Jährige stand noch unter Hausarrest."